# Bottle Rocket (film, 1993)
Vous lisez un « bon article » labellisé en 2020.
Pour le long-métrage du même réalisateur, voir Bottle Rocket (film, 1996).
Pour plus de détails, voir Fiche technique et Distribution.
Bottle Rocket est un court métrage américain de 13 minutes en noir et blanc réalisé par Wes Anderson, sorti en 1993 au festival du film de Sundance. Le film est une comédie policière racontant les aventures de trois jeunes Texans désœuvrés qui commettent un braquage mais n'ont pas l'envergure de criminels professionnels.
C'est le premier film réalisé par Wes Anderson, sans véritable formation cinématographique. C'est aussi le premier rôle des deux frères Owen et Luke Wilson.
Le film est apprécié par les spectateurs et il est bien reçu par les professionnels du cinéma au festival de Sundance. Il est à la base du long-métrage homonyme sorti en 1996, reprenant l'essentiel des scènes du court-métrage ainsi que les trois personnages principaux incarnés par les mêmes acteurs.

## Synopsis
Deux jeunes hommes, Dignan et Anthony, sont sur le point de cambrioler une maison ; tandis qu'ils marchent vers leur objectif, ils discutent de la série policière Starsky et Hutch. Après le cambriolage, ils vont dans un café où ils analysent le déroulement de l'opération et jouent au flipper. Dignan révèle qu'il a pris des boucles d'oreilles ce qui met Anthony en colère car il lui avait interdit de les prendre. On apprend que ce sont les bijoux de la mère d'Anthony et on comprend alors qu'ils ont cambriolé la maison de la famille d'Anthony. Anthony dérobe un portefeuille dans une voiture ce qui rapporte seulement 8 dollars.
Au restaurant, ils retrouvent leur ami Bob qui leur révèle cultiver du cannabis dans son arrière-cour et pense que son chien Hector est suffisant pour protéger sa culture. Les trois amis rencontrent Temple, un vendeur d'armes à feu, ils s'essayent au tir sur cibles avec un style médiocre. Après avoir acheté un pistolet, ils se retrouvent dans un appartement où ils planifient leur prochain braquage qui sera dans une librairie locale. Pendant que Dignan tente d'expliquer son plan, Bob et Anthony sont plus intéressés à jouer avec le pistolet ce qui provoque la colère de Dignan qui insulte copieusement ses comparses avant de quitter la pièce.
Un soir, ils se rendent à la librairie, le braquage n'est pas montré à l'image. Leur forfait accompli, on retrouve le trio à l'extérieur d'un restaurant de hamburgers où Dignan et Anthony racontent leurs exploits à Bob qui faisait le chauffeur de leur voiture de fuite. Le vol à main armée leur a rapporté seulement 183 dollars, Bob parait dépité tandis que Dignan est très satisfait. Le lendemain, Dignan et Anthony lisent des journaux assis dans la rue puis, sans raison particulière, ils se défient à la course à pied, le film se termine sur l'image des deux hommes courant dans la rue.

## Fiche technique
Sauf indication contraire, les informations mentionnées dans cette section peuvent être confirmées par la base de données cinématographiques IMDb,  présente dans la section « Liens externes ».
- Titre : Bottle Rocket
- Réalisation : Wes Anderson
- Scénario : Wes Anderson et Owen Wilson
- Direction de la photographie : Bert Guthrie et Barry Braverman
- Montage : Tom Aberg, Laura Cargile et Denise Ferrari-Segell
- Conseiller[n 2] : Andrew Wilson
- Production : Cynthia Hargrave
  - Production exécutive : L.M. Kit Carson et Michael Lang
  - Production associée : Darren Kasmir et Lee Blumer
- Pays de production :  États-Unis
- Langue originale : anglais
- Format : noir et blanc - 1,33:1
- Genre : comédie
- Durée : 13 minutes
- Budget : 10 000 $[1]
- Date de sortie :
  - États-Unis : janvier 1993 (festival du film de Sundance)[2],[3],[4]

## Distribution
Sauf indication contraire, les informations mentionnées dans cette section peuvent être confirmées par la base de données cinématographiques IMDb,  présente dans la section « Liens externes ».
- Owen Wilson : Dignan
- Luke Wilson : Anthony
- Robert Musgrave : Bob Hanson
- Elissa Sommerfield : serveuse du café
- Isiah Ellis : homme dans la rue
- Temple Nash : Temple, le vendeur d'armes à feu
- Briggs Branning[n 3] : homme devant le restaurant de hamburgers

C'est le tout premier film (courts et longs-métrages confondus) dans lequel jouent les frères Owen et Luke Wilson.

## Production

### Origine du nom du film

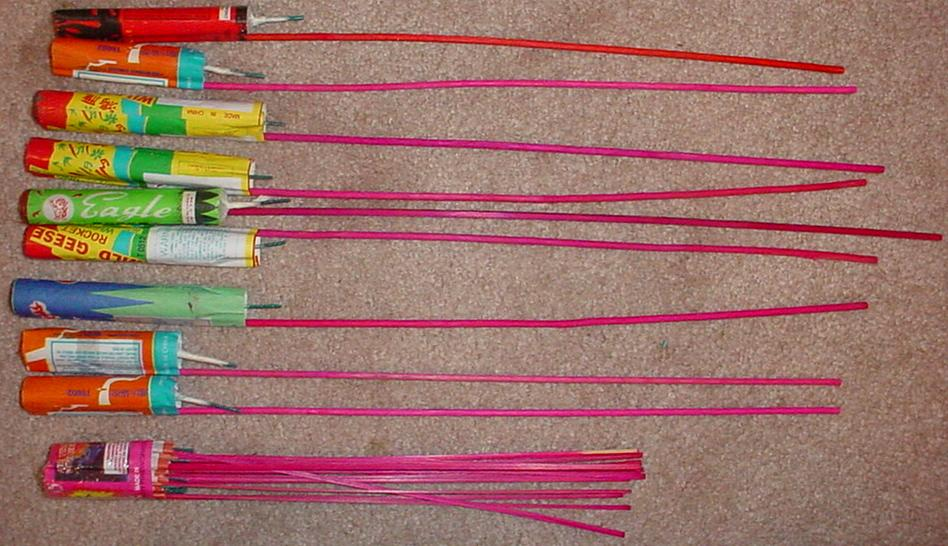
Fusées de type « bottle rocket ».

Le film tire son nom des pétards de type « bottle rocket », qu'on peut traduire littéralement par « fusée de bouteille ». D'après Kenneth Turan du Los Angeles Times, ce terme correspond bien aux héros du film car « [ils] sont aux criminels sérieux ce que les « bottle rockets » (un terme d'argot pour les feux d'artifice bon marché et peu impressionnants) sont aux vrais explosifs »,.

### Écriture du scénario et tournage
Le film est né de l'amitié entre Wes Anderson et Owen Wilson qui se sont rencontrés à l'université du Texas à Austin. Entre autres choses, ils ont découvert qu'ils aimaient tous les deux les films, en particulier le travail de Terrence Malick, ainsi que celui des frères Coen, de John Huston et de Roman Polanski. De plus, ils partagent un sens de l'humour semblable, une sensibilité ironique et un profond goût pour l'absurde. Bottle Rocket est en partie inspiré de leur vie à Austin. Anderson explique : « Le film a émergé d'un certain style de vie que nous avions à l'époque. Nous étions encore à l'université, mais nous avions déjà terminé nos cours obligatoires, donc notre existence était un peu déstructurée. Owen et moi trainions en faisant constamment des choses, mais nous n'étions pas exactement fixés. C'est à partir de ce sentiment que nous avons commencé à écrire le film. Il s'agit d'un groupe de gars qui ont beaucoup d'énergie et l'envie de faire quelque chose. Ils sont toujours en train de planifier et d'essayer des choses, de bouger. Ils ont beaucoup d'ambition et de grandes aspirations mais leur direction dans la vie est peu conventionnelle. Ils essaient sincèrement d'accomplir quelque chose mais ils ne savent pas quoi. »,.
Bien que le film ne soit pas littéralement autobiographique, il reflète certaines expériences qui sont arrivées à Anderson et Wilson à l'époque, en particulier un conflit avec le propriétaire. Les fenêtres de l'appartement qu'ils partageaient à Austin ne fermaient pas et leur propriétaire refusait constamment de les réparer malgré les demandes répétées des locataires. Au cours d'une fête de Noël, les compagnons de chambre frustrés ont décidé de prouver à leur propriétaire combien cette situation était dangereuse en entrant dans leur appartement, en volant certaines choses et en signalant le vol à la police. Le propriétaire n'a pas été impressionné, notant que ça ressemblait à « un travail de l'intérieur ». Cet incident a été une source d'inspiration pour Bottle Rocket. Le scénario de Bottle Rocket est commencé à Austin vers 1990, puis Anderson ayant obtenu son diplôme, Owen Wilson et lui déménagent à Dallas.

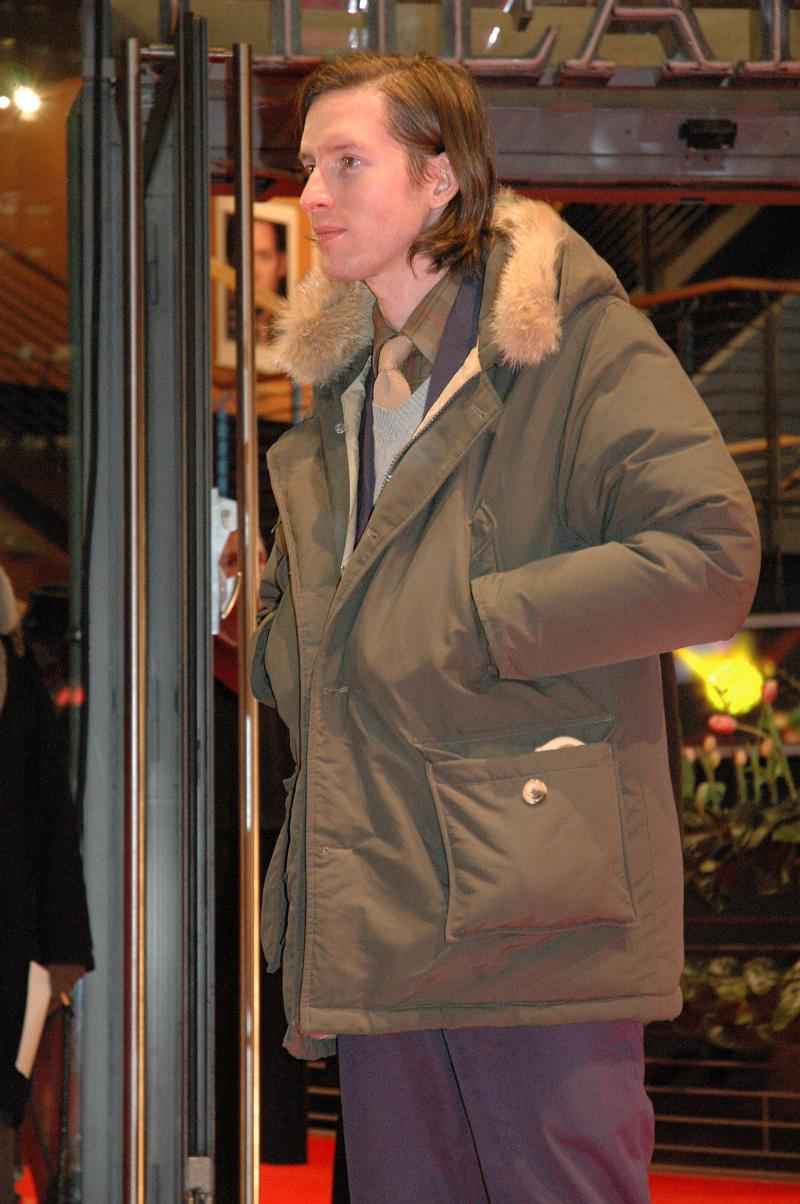
Wes Anderson en 2005.

Sans formation cinématographique formelle (Anderson a étudié la philosophie et Wilson l'anglais), les deux hommes décident de réaliser le film. 
Owen Wilson connaissait des personnes qui pouvaient les aider. Sa famille était amie avec L. M. Kit Carson, acteur, scénariste et producteur non-conformiste notamment connu pour le scénario de Paris, Texas (1984). Carson et sa femme, la productrice Cynthia Hargrave, vivaient à Dallas. « J'avais rencontré Owen et ses frères pour la première fois à la maison des Wilson », se souvient Carson. « C'était des fous de cinéma. Leur père m'avait invité à dîner dans le but de les dissuader de faire carrière dans le cinéma. J'ai compris assez rapidement qu'il n'y avait aucun moyen de les en dissuader. » Au lieu de cela, Carson a invité les Wilson à l'accompagner, lui et Hargrave, au festival du film de Sundance en 1992. Le voyage a motivé les jeunes cinéastes potentiels. Au cours des mois suivants, ils préparent le tournage de Bottle Rocket. Luke Wilson jouera Anthony, émouvant et pondéré. Owen, avec son air surexcité, ses cheveux couleur maïs et son charmant sourire tordu, jouera le malicieux Dignan. Le frère aîné des Wilson, Andrew, qui a de l'expérience dans la production de vidéos d'entreprise, produira le film. Wes Anderson avait travaillé sous les ordres d'Andrew et, pendant ce temps, il avait rencontré des professionnels de l'industrie cinématographique désireux de faire don de leur temps et de leur talent à un petit projet intéressant. Le groupe a courtisé des investisseurs, puis a injecté son propre argent. Ils ont emprunté la plupart des équipements nécessaires. Pour le film, ils utilisent de la pellicule noir et blanc de 16 mm qu'Andrew avait stocké dans un réfrigérateur durant quelques années.
Au départ, il est prévu de faire un long-métrage mais, par manque d'argent, il devient un court-métrage. 
Sous l'influence des films noirs réalistes qu'ils aimaient, en particulier Mean Streets de Scorsese, Anderson et Wilson ont écrit le scénario d'un drame sur un trio de jeunes hommes qui se tournent vers le crime. Au moment où Anderson commence à tourner le film - avec du matériel emprunté et une équipe de bénévoles - lui et Owen ont une révélation: ils découvrent que le casting n'est en aucun cas réaliste en tant que groupe de criminels et que le film est en fait une comédie sur leurs propres vies.
En mai 1992, les cinéastes tournent les huit premières minutes de Bottle Rocket dans divers endroits de Dallas, notamment les maisons de Greenway Parks (en) et les vitrines de Deep Ellum. Quelques semaines plus tard, ils montrent le résultat à Carson et Hargrave. 
Ceux-ci leur conseillent de tourner quelques scènes supplémentaires et de les monter en un court-métrage qu'ils présenteront au festival du film de Sundance qui arrive en janvier 1993. Ils espèrent y rencontrer quelqu'un prêt à financer une version long-métrage. À la fin de l'été ou au début de l'automne 1992, Wes et Owen tournent les dernières scènes de Bottle Rocket avec Robert Musgrave qui joue Bob Hanson, le fragile chauffeur de la voiture de fuite. Robert Musgrave est un guitariste de blues rencontré environ un an plus tôt par Owen. Le personnage de Bob devait à l'origine être beaucoup plus grand et plus endurci mais les cinéastes ont adapté le rôle à l'acteur qui le joue.
Le court-métrage est finalement projeté au festival de Sundance 1993, où il est bien reçu mais aucun financement sérieux n'est proposé pour un long-métrage.

### Musique
Wes Anderson est un amateur de jazz, il a donc choisi d'accompagner les images du film avec des morceaux de jazz. Le solo de batterie d'Art Blakey dans Nothing but the soul d'Horace Silver sera réutilisé dans les films Rushmore et La Famille Tenenbaum.
| 1. | The Chant            | Artie Shaw                  | Artie Shaw                      | 2:55 |
| 2. | Old Devil Moon       | Burton Lane et E.Y. Harburg | Sonny Rollins                   | 8:18 |
| 3. | The Route            | Chet Baker                  | Chet Baker et Art Pepper        | 5:04 |
| 4. | Skating              | Vince Guaraldi              | Vince Guaraldi Trio             | 2:39 |
| 5. | Stevie               | Duke Ellington              | Duke Ellington et John Coltrane | 4:22 |
| 6. | Nothing but the soul | Art Blakey                  | Horace Silver Trio              | 4:08 |
| 7. | Happiness Is         | Vince Guaraldi              | Vince Guaraldi Trio             | 3:42 |
| 8. | Jane-O               | Zoot Sims                   | Zoot Sims Quartet               | 2:44 |

## Accueil

### Accueil critique
Bottle Rocket a été bien reçu au festival de Sundance 1993, mais aucune offre solide pour produire un long-métrage n'a été faite.
Le producteur James L. Brooks a un avis très positif : « Quand j'ai vu la vidéo de 13 minutes pour la première fois, j'ai été ébloui - le langage et les rythmes du film montraient clairement que Wes et Owen avaient un ton original. La possession d'une vraie originalité est toujours une merveille, une chose presque religieuse. Quand vous en avez une, cela signifie non seulement que vous voyez les choses sous un angle légèrement différent de celui des milliards d'autres fourmis sur la colline, mais que vous possédez également nécessairement des qualités rares comme l'intégrité et l'humilité. »,.
La productrice Polly Platt (en) pense que le court-métrage est une œuvre exubérante au sens de l'humour fascinant, drôle, avec de l'auto-dérision et inattendu,.
Le réalisateur Cameron Beyl apprécie également le court-métrage : « Bottle Rocket nous offre une paire de personnages charmants et adorables dont l'ardeur et la naïveté n'ont d'égal que leur propre ineptie. [...] La comédie sobre et le mélange éclectique de personnages contribuent grandement à créer un film convaincant à partir de ressources minimales, ainsi qu'à établir les types de personnages pour lesquels Anderson sera connu. »,.
Nicole Richter, professeure de cinéma dans une université américaine, reproche certains défauts au film. Pour elle,  il fonctionne plutôt comme un test spectateur en prévision du long-métrage du même nom. Il est déséquilibré notamment dans la description des personnages par rapport à leurs interactions. Il n'y a pas de description des personnages, le film nous montre directement deux personnages, Dignan et Anthony, et met l'accent sur leurs interactions.  Il n'y a pas d'attachement empathique aux personnages comme dans Hôtel Chevalier (2007), court-métrage du même réalisateur. La conversation qui a lieu entre Dignan, Anthony et Bob dans le restaurant rappelle le premier court de Coffee and Cigarettes  de Jim Jarmusch. Coffee and Cigarettes (1986) réussit à être un excellent court-métrage car il est simplifié en une seule conversation entre Roberto Benigni et Steven Wright. Dans un court-métrage, il y a moins de temps pour développer la complexité, et ce manque de développement explique pourquoi Bottle Rocket ressemble plus à une version raccourcie d'un long-métrage qu'à un court-métrage à part entière.

### Avis des spectateurs
La majorité des spectateurs apprécie le film : sur IMDb, le film obtient une note moyenne de 6.8/10 basée sur les notes de plus de 5 000 utilisateurs.

## Analyse

### Comparaison avec le long-métrage
Tous les éléments principaux du court-métrage sont repris dans le long-métrage : le même trio de personnages principaux (Anthony, Dignan, Bob) joués par les mêmes acteurs, la relation centrale entre Dignan et Anthony, le vol dans la maison de la famille d'Anthony suivi d'un débriefing, la séance de tir emblématique où les trois héros s'entraînent avec des armes à feu, la scène de la dispute à propos du pistolet lors de la réunion de préparation, et le braquage de la librairie (qui est suggéré mais non montré dans le court-métrage),.

### Des criminels incompétents

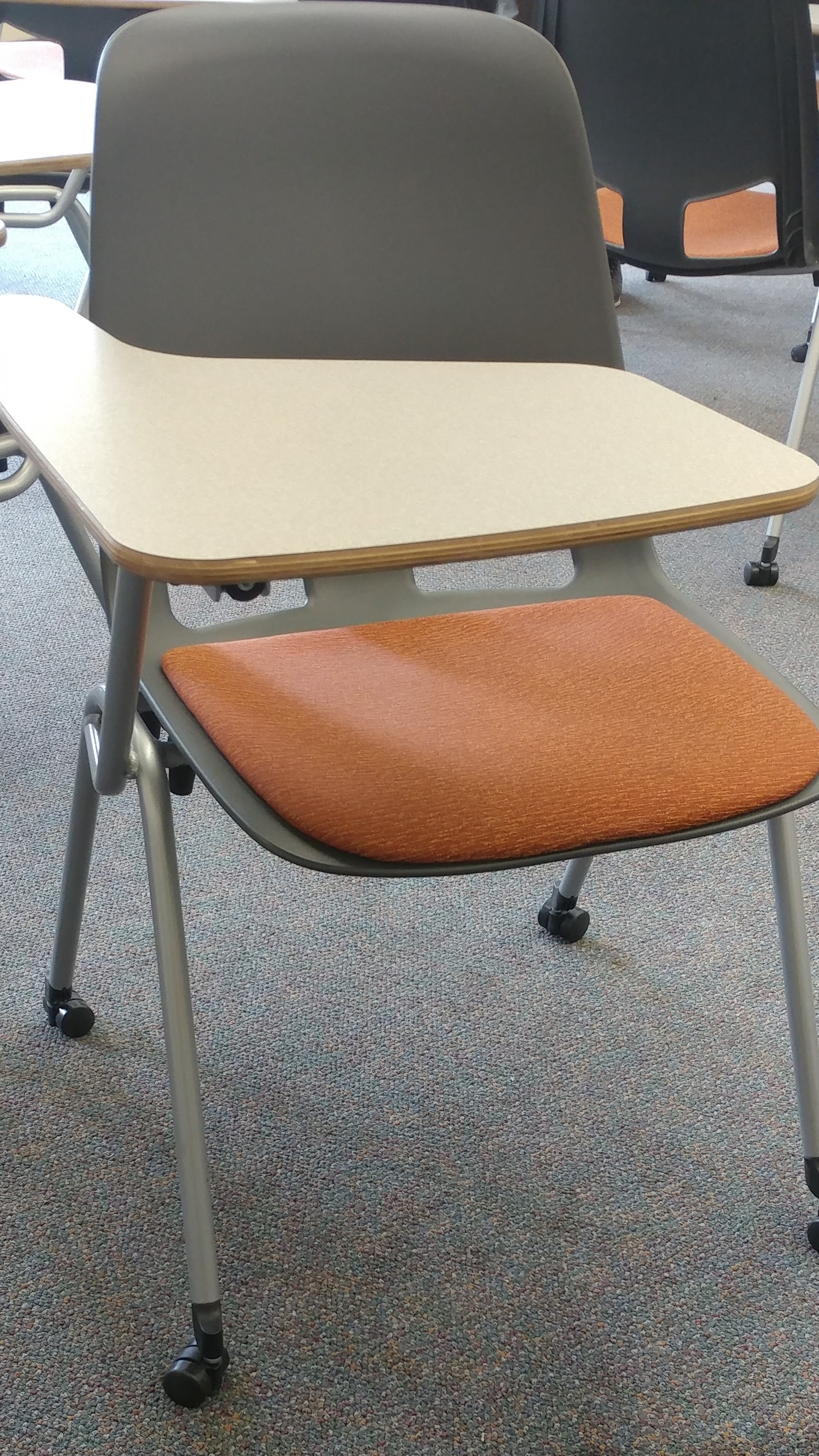
Chaise d'écolier semblable à celles du restaurant.

Le crime impulsif de pénétrer par effraction dans une voiture garée, que Dignan pousse Anthony à commettre, ne rapporte qu'un portefeuille de 8 $. Cependant, Dignan est satisfait , il s'exclame joyeusement « Qu'est-ce que je t'avais dit ! », comme s'ils venaient de gagner une grosse somme.
Le braquage de la librairie à peine terminé, le trio passe en revue les événements qui se sont déroulés en omettant le fait que 183 $ est une somme ridicule par rapport aux risques pris. Dignan utilise un niveau de langage élevé pour créer une aventure héroïque et passionnante qui crée un lien entre Bob, Anthony et lui-même.
Cependant, lorsque Dignan raconte qu'un employé de la librairie lui a dit qu'il se souviendrait de lui, Bob revient à la réalité et semble très inquiet voire terrorisé par la perspective d'être traqué. Leurs chaises d'écoliers alignées à l'extérieur du restaurant à hamburgers soulignent le fait que nous avons affaire à trois adolescents attardés plutôt qu'à des criminels professionnels. 
Dans la scène finale, Dignan et Anthony se défient à la course à pied comme dans un jeu d'enfants.

### Début du style Anderson
Certains éléments distinctifs d'Anderson sont absents tels que l'utilisation de musiques particulières, les plans serrés avec vue du dessus ou l'utilisation du ralenti, qui apparaitront plus tard dans son travail, mais les types de personnages clés, la banalité comique du langage et l'absurdité des situations dramatiques sont tous là dès le départ.